# Systena
Genre
Le genre Systena regroupe environ 19 espèces de coléoptères de la famille des Chrysomelidae, des insectes phytophages qui peuvent atteindre entre 4 et 10 mm de long.

## Cycles
Les œufs et les larves de certaines espèces, dont Systena frontalis, peuvent vivre longtemps immergés.

## Nuisible
Certaines espèces, notamment Systena frontalis, sont considérées nuisibles pour les cultures, dont celle du Blé et de la Luzerne,.

## Espèces
Le genre Systena regroupe 19 espèces :
- Systena basalis
- Systena bitaeniata
- Systena blanda : Anglais : Palestriped Flea Beetle
- Systena corni
- Systena discoidalis
- Systena elongata
- Systena frontalis : Altise à tête rouge
- Systena hudsonias
- Systena laevis
- Systena marginalis
- Systena mitis
- Systena nigroplagiata
- Systena pallidula
- Systena pallipes
- Systena puberula
- Systena s-littera
- Systena salvini
- Systena testaceovittata
- Systena variata

## Liste d'espèces
Selon Catalogue of Life (29 août 2014) :
- Systena bitaeniata
- Systena blanda
- Systena californica
- Systena carri
- Systena collaris
- Systena corni
- Systena dimorpha
- Systena elongata
- Systena frontalis
- Systena gracilenta
- Systena hudsonias
- Systena laevis
- Systena marginalis
- Systena mitis
- Systena pallicornis
- Systena pallipes
- Systena plicata
- Systena sexnotata
- Systena variata

Selon ITIS (29 août 2014) :
- Systena bitaeniata (J. L. LeConte, 1859)
- Systena blanda F. E. Melsheimer, 1847
- Systena californica Blake, 1935
- Systena carri Blake, 1935
- Systena collaris Crotch, 1873
- Systena corni Schaeffer, 1932
- Systena dimorpha Blake, 1933
- Systena elongata (Fabricius, 1798)
- Systena frontalis (Fabricius, 1801)
- Systena gracilenta Blake, 1933
- Systena hudsonias (Forster, 1771)
- Systena laevis Blake, 1935
- Systena marginalis (Illiger, 1807)
- Systena mitis (J. L. LeConte, 1858)
- Systena pallicornis Schaeffer, 1906
- Systena pallipes Schwarz, 1878
- Systena plicata Blatchley, 1921
- Systena sexnotata Fall, 1910
- Systena variata Schaeffer, 1932